# Eugen Rindt
Eugen Rindt (* 7. April 1907 in München; † 24. Juni 1979 in Augsburg) war ein deutscher Politiker der CSU.

## Leben
Rindt studierte an den Universitäten in München und Innsbruck und legte 1933 die Promotion zum Dr. phil. ab. Im selben Jahr arbeitete er als Hilfsarbeiter in einer Desinfektionsanstalt. Von 1934 bis 1938 betätigte er sich als freier Schriftsteller, danach war er bis 1945 bei der Augsburger Stadtverwaltung angestellt. Von 1942 bis 1945 wurde er in die Organisation Todt eingezogen. In dieser Zeit wurde er zweimal degradiert und dreimal strafversetzt, da er als „politisch unzuverlässig“ eingestuft wurde. Nach dem Krieg wurde er zum Leiter des Landessiedlungsamtes Schwaben ernannt. Im Jahre 1948 gründete er den Sozialen Helferring in Bayern, eine überparteiliche Organisation.

## Politik
Ab 1939 beteiligte sich Rindt am Aufbau einer Widerstandsgruppe in Augsburg und Schwaben sowie an deren Erweiterung 1943. Er war 1945 an der Gründung des Stadt- und Kreisverbandes der CSU in Augsburg beteiligt. Dort hatte er bis August 1947 das Amt des ersten Vorsitzenden der Bezirksverbände für Augsburg und Schwaben inne. Eine Zeitlang gehörte er auch dem Landesvorstand der CSU an. 1946 gehörte er der Verfassunggebenden Landesversammlung an. Bei der Landtagswahl im selben Jahr gewann er ein Mandat im Bayerischen Landtag. Ab dem 6. Oktober 1947 fungierte er dort als stellvertretender Fraktionsvorsitzender der CSU. Nach der Wahl 1950 schied er aus dem Landtag aus, kurz darauf trat er auch aus der CSU aus.